# Порчинський Йосип Алоїзович
Йо́сип Алоі́зович Порчи́нський (9 (21) лютого 1848, Новокатеринослав, Куп'янський повіт, Харківська губернія — 8 (21) травня 1916, Петроград, Російська імперія) — російський ентомолог українського походження, один з фундаторів медичної, сільськогосподарської та лісової ентомології в Росії.

## Життєпис
Народився у військовому поселенні Новокатеринослав Купянського повіту Харківської губернії у родині військового лікаря Йосипа Порчинського та його дружини С. І. Євневич .
Закінчивши природниче відділення фізико-математичного факультету Санкт-Петербурзького університету (1871), працював у Російському ентомологічному товаристві: консерватором (хранителем колекцій) та бібліотекарем, вченим секретарем (1874), віце-президентом (1896).
Чимало їздив країною (Європейська частина, Кавказ, Західний Сибір), надаючи практичну допомогу у визначенні комах, плануванні боротьби з шкідливими видами, збирав науковий матеріал. З 1895 року і до кінця життя очолював ентомологічне бюро міністерства землеробства.
Нагороджений малою срібною медаллю Російського географічного товариства (1888).
Похований на Смоленському кладовищі в Санкт-Петербурзі.

## Наукова діяльність
Галуззю основних наукових інтересів І. А. Порчинського була прикладна ентомологія. Він досліджував комах, що пошкоджують культивовані та лісові рослини, є паразитами або переносять хвороби людини й худоби, а також корисних комах (наприклад, сонечок та інших). Особливу увагу він приділяв вивченню комах з ряду Двокрилі. Одним з перших в країні пропагував використання паразитичних та хижих комах для боротьби з шкідливими видами (біологічний захист рослин). Описав як нові для науки близько 130 видів комах.